# 트래비스 슐트
트래비스 슐트(Travis Schuldt, 1974년 9월 18일 ~ )는 미국의 배우이다.
토피카에서 태어났다.

## 출연 작품
- 더 보이 넥스트 도어 (2015년) - 이선 역
- 히팅 더 사이클 (2012년)
- 더 자이언트 매케니컬 맨 (2012년)
- 더 던전 마스터 (2011년)
- 아메리칸 캐롤 (2008, An American Carol)
- 핵! (2007년)
- 힛쳐 (2007년) - 하랜 브리머 주니어 역
- 한여름 밤의 꿈 (1999년)

### 텔레비전
- 마이 보이즈 (2007, My Boys)